# Krótka Szczerbina
Krótka Szczerbina (słow. Krátka štrbina, ok. 2175 m n.p.m.) – przełęcz położona w Jamskiej Grani w słowackich Tatrach Wysokich. Znajduje się między Skrajną Jamską Turnią (położoną najdalej na południe z Jamskich Turni) na północy a dwuwierzchołkową Małą Krótką na południu.
Przełęcz jest wcięta dość głęboko, a od strony zachodniej jest widoczna jako litera V. Znajduje się tuż poniżej wierzchołka Małej Krótkiej. Jej zachodnie stoki opadają do dolnej części Krywańskiego Kotła w Dolinie Ważeckiej, natomiast wschodnie – do Doliny Suchej Ważeckiej.
Pierwszego wejścia na przełęcz dokonali podczas przejścia granią Alfred Martin i przewodnik Johann Franz senior 21 września 1907 r.